# Gerrhopilus mcdowelli
Espèce
Synonymes
- Typhlops mcdowelli Wallach, 1996

Statut de conservation UICN

 DD  : Données insuffisantes
Gerrhopilus mcdowelli est une espèce de serpents de la famille des Gerrhopilidae.

## Répartition
Cette espèce est endémique de Papouasie-Nouvelle-Guinée. 

## Étymologie
Cette espèce est nommée en l'honneur de Samuel Booker McDowell.

## Publication originale
- Wallach, 1996 : Two new Blind snakes of the Typhlops ater species group from Papua new Guinea (Serpentes: Typhlopidae). Russian Journal of Herpetology, vol. 3, no 2, p. 107-118.